# Verein für Leibesübungen Bochum 1848 2005-2006
Questa voce raccoglie le informazioni riguardanti il Verein für Leibesübungen Bochum 1848 nelle competizioni ufficiali della stagione 2005-2006.

## Stagione
Nella stagione 2005-2006 il Bochum, allenato da Marcel Koller, concluse il campionato di 2. Bundesliga al 1º posto e fu promosso in Bundesliga. In Coppa di Germania il Bochum fu eliminato al secondo turno dal St. Pauli.

## Rosa
| N. |                                 | Ruolo | Calciatore          |
| -- | ------------------------------- | ----- | ------------------- |
| 1  | Paesi Bassi (bandiera)          | P     | Rein van Duijnhoven |
| 2  | Brasile (bandiera)              | D     | China               |
| 3  | Germania (bandiera)             | D     | Martin Meichelbeck  |
| 4  | Germania (bandiera)             | D     | Marcel Maltritz     |
| 5  | Danimarca (bandiera)            | D     | Søren Colding       |
| 6  | Canada (bandiera)               | C     | Daniel Imhof        |
| 7  | Danimarca (bandiera)            | A     | Tommy Bechmann      |
| 8  | Polonia (bandiera)              | C     | Tomasz Zdebel       |
| 9  | Brasile (bandiera)              | A     | Fábio Júnior        |
| 10 | Germania (bandiera)             | C     | Dariusz Wosz        |
| 11 | Belgio (bandiera)               | A     | Joris Van Hout      |
| 13 | Germania (bandiera)             | P     | Rene Renno          |
| 15 | Rep. Ceca (bandiera)            | D     | Pavel Drsek         |
| 16 | Bosnia ed Erzegovina (bandiera) | C     | Zvjezdan Misimović  |
| 17 | Germania (bandiera)             | D     | Heiko Butscher      |

| N. |                      | Ruolo | Calciatore        |
| -- | -------------------- | ----- | ----------------- |
| 19 | Germania (bandiera)  | C     | Dennis Grote      |
| 20 | Danimarca (bandiera) | P     | Peter Skov-Jensen |
| 21 | Rep. Ceca (bandiera) | A     | Filip Trojan      |
| 22 | Brasile (bandiera)   | C     | Edu               |
| 23 | Germania (bandiera)  | C     | Ersan Tekkan      |
| 24 | Germania (bandiera)  | D     | Philipp Bönig     |
| 25 | Germania (bandiera)  | C     | Claus Costa       |
| 27 | Germania (bandiera)  | C     | Alexander Thamm   |
| 28 | Germania (bandiera)  | D     | Thorsten Barg     |
| 29 | Turchia (bandiera)   | A     | Haluk Türkeri     |
| 35 | Germania (bandiera)  | A     | Thomas Rathgeber  |
| 36 | Spagna (bandiera)    | D     | David Pallas      |
| 37 | Polonia (bandiera)   | D     | David Czyszczon   |
| 39 | Germania (bandiera)  | A     | Sebastian Hille   |

## Organigramma societario
Area tecnica
- Allenatore: Marcel Koller
- Allenatore in seconda: Frank Heinemann, Nicolas Michaty
- Preparatore dei portieri: Peter Greiber
- Preparatori atletici:

## Calciomercato

### Sessione estiva
| Acquisti | Acquisti       | Acquisti             | Acquisti |
| R.       | Nome           | da                   | Modalità |
| -------- | -------------- | -------------------- | -------- |
| D        | David Pallas   | Thun Berner Oberland |          |
| D        | Thorsten Barg  | Bochum (juniores)    |          |
| D        | Heiko Butscher | Stoccarda            |          |
| D        | China          | Flamengo             |          |
| D        | Pavel Drsek    | Duisburg             |          |
| A        | Ionel Gane     | Rapid Bucarest       |          |
| C        | Daniel Imhof   | San Gallo            |          |
| P        | Rene Renno     | Rot-Weiss Essen      |          |
| A        | Haluk Türkeri  | Bochum (juniores)    |          |
| A        | Joris Van Hout | Borussia M'gladbach  |          |

| Cessioni | Cessioni          | Cessioni              | Cessioni |
| R.       | Nome              | da                    | Modalità |
| -------- | ----------------- | --------------------- | -------- |
| P        | Christian Vander  | Werder Brema          |          |
| D        | Michael Bemben    | Rot-Weiss Essen       |          |
| D        | Raymond Kalla     | Sivasspor             |          |
| D        | Aleksander Knavs  | Salisburgo            |          |
| A        | Vratislav Lokvenc | Salisburgo            |          |
| A        | Peter Madsen      | Colonia               |          |
| A        | Gaetano Manno     | Wuppertal             |          |
| D        | Marvin Matip      | Colonia               |          |
| C        | Christoph Preuß   | Eintracht Francoforte |          |
| C        | Filip Tapalović   | Wacker Innsbruck      |          |
| A        | Luciano Velardi   | Kleve                 |          |

### Sessione invernale
| Acquisti | Acquisti         | Acquisti | Acquisti |
| R.       | Nome             | da       | Modalità |
| -------- | ---------------- | -------- | -------- |
| A        | Fábio Júnior     | Al-Wahda |          |
| A        | Thomas Rathgeber | Kempten  |          |

| Cessioni | Cessioni          | Cessioni          | Cessioni |
| R.       | Nome              | da                | Modalità |
| -------- | ----------------- | ----------------- | -------- |
| A        | Momo Diabang      | Kickers Offenbach |          |
| A        | Ionel Gane        | FCU Craiova       |          |
| C        | Moharram Navidkia | Sepahan           |          |

## Risultati

### 2. Bundesliga

#### Girone di andata
| Arbitro: | Schmidt |

|  |           |                                 |
|  | Marcatori | 52’, 63’ Edu 79’, 90’ Misimović |

| Arbitro: | Meyer |

|                   |           |               |
| Edu 29’ Drsek 59’ | Marcatori | 9’, 90’ Kioyo |

| Arbitro: | Rafati |

|                         |           |                 |
| Paulinho 6’ Thioune 28’ | Marcatori | 8’ Wosz 61’ Edu |

| Arbitro: | Wack |

|                 |           |  |
| Meichelbeck 90’ | Marcatori |  |

| Arbitro: | Welz |

|           |           |                       |
| Fuchs 20’ | Marcatori | 14’, 67’ Edu 45’ Hout |

| Arbitro: | Frank |

|           |           |  |
| Drsek 88’ | Marcatori |  |

| Offenbach am Main 23 settembre 2005, ore 19:00 CEST 7ª giornata | Kickers Offenbach | 0 – 0 referto | Bochum | Stadion am Bieberer Berg (11 423 spett.)\| Arbitro: \| Walz \| |
| Arbitro:                                                        | Walz              |               |        |                                                                |

| Arbitro: | Weiner |

|              |           |  |
| Maltritz 88’ | Marcatori |  |

| Braunschweig 16 ottobre 2005, ore 15:00 CEST 9ª giornata | Eintracht Braunschweig | 0 – 0 referto | Bochum | Stadion an der Hamburger Straße (22 100 spett.)\| Arbitro: \| Perl \| |
| Arbitro:                                                 | Perl                   |               |        |                                                                       |

| Arbitro: | Fleischer |

|                                                    |           |  |
| Hout 14’ Baltes 45’ (aut.) Misimović 47’ Imhof 75’ | Marcatori |  |

| Arbitro: | Schalk |

|                   |           |            |
| Müller 18’ (aut.) | Marcatori | 83’ Ndjeng |

| Arbitro: | Dingert |

|                                  |           |  |
| Bettenstaedt 31’, 50’ Bogusz 48’ | Marcatori |  |

| Arbitro: | Gräfe |

|           |           |                                                          |
| Imhof 69’ | Marcatori | 1’ Meijer 16’ Reghecampf 50’ Plaßhenrich 85’ Schlaudraff |

| Arbitro: | Kircher |

|  |           |                                      |
|  | Marcatori | 6’ Meichelbeck 23’, 40’ Hout 61’ Edu |

| Arbitro: | Gagelmann |

|          |           |  |
| Hout 75’ | Marcatori |  |

| Arbitro: | Drees |

|                                                 |           |                        |
| Rothenbach 39’ Masmanidis 60’ Federico 68’, 80’ | Marcatori | 30’ Trojan 83’ Diabang |

| Arbitro: | Anklam |

|           |           |  |
| Grote 88’ | Marcatori |  |

#### Girone di ritorno
| Arbitro: | Stark |

|                                              |           |  |
| Imhof 22’ Edu 47’ (rig.) Maltritz 79’ (rig.) | Marcatori |  |

| Arbitro: | Wagner |

|  |           |            |
|  | Marcatori | 76’ Júnior |

| Arbitro: | Schriever |

|                                  |           |  |
| Bechmann 36’, 69’ Edu 78’ (rig.) | Marcatori |  |

| Arbitro: | Fleischer |

|  |           |                            |
|  | Marcatori | 5’ Bechmann 8’ Meichelbeck |

| Arbitro: | Kempter |

|               |           |          |
| Misimović 44’ | Marcatori | 59’ Timm |

| Dresda 26 febbraio 2006, ore 15:00 CET 23ª giornata | Dinamo Dresda | 0 – 0 referto | Bochum | Rudolf-Harbig-Stadion (13 153 spett.)\| Arbitro: \| Dingert \| |
| Arbitro:                                            | Dingert       |               |        |                                                                |

| Arbitro: | Gagelmann |

|  |           |          |
|  | Marcatori | 46’ Dorn |

| Arbitro: | Meyer |

|  |           |              |
|  | Marcatori | 69’ Butscher |

| Arbitro: | Brombacher |

|                                      |           |  |
| Misimović 9’, 60’ Edu 28’ Zdebel 68’ | Marcatori |  |

| Friburgo in Brisgovia 27 marzo 2006, ore 20:15 CEST 27ª giornata | Friburgo | 0 – 0 referto | Bochum | Badenova-Stadion (14 000 spett.)\| Arbitro: \| Perl \| |
| Arbitro:                                                         | Perl     |               |        |                                                        |

| Arbitro: | Schmidt |

|             |           |                               |
| Dragusha 8’ | Marcatori | 54’, 77’ Misimović 61’ Zdebel |

| Arbitro: | Frank |

|                                               |           |              |
| Misimović 18’ (rig.), 25’ Barletta 48’ (aut.) | Marcatori | 83’ Akwuegbu |

| Arbitro: | Sippel |

|  |           |                            |
|  | Marcatori | 13’ Bechmann 83’ Misimović |

| Arbitro: | Pickel |

|                |           |                          |
| Edu 76’ (rig.) | Marcatori | 15’ Krejčí 69’ Burkhardt |

| Arbitro: | Kuhl |

|  |           |               |
|  | Marcatori | 78’ Czyszczon |

| Arbitro: | Sahler |

|                  |           |                                     |
| Edu 37’ Hout 76’ | Marcatori | 23’ Kapllani 74’ Dundee 90’ Schwarz |

| Unterhaching 14 maggio 2006, ore 15:00 CEST 34ª giornata | Unterhaching | 0 – 0 referto | Bochum | Generali Sportpark (7 000 spett.)\| Arbitro: \| Weiner \| |
| Arbitro:                                                 | Weiner       |               |        |                                                           |

### Coppa di Germania
| Arbitro: | Lupp |

|  |           |                                                                     |
|  | Marcatori | 6’ Drsek 18’ Diabang 20’ Edu 63’ Wosz 67’ Misimović 83’ Meichelbeck |

| Arbitro: | Kempter |

|                                                      |           |  |
| Mazingu-Dinzey 6’ Luz 39’ Lechner 56’ Shubitidze 77’ | Marcatori |  |

## Statistiche

### Statistiche di squadra
| Competizione      | Punti | In casa | In casa | In casa | In casa | In casa | In casa | In trasferta | In trasferta | In trasferta | In trasferta | In trasferta | In trasferta | Totale | Totale | Totale | Totale | Totale | Totale | DR  |
| Competizione      | Punti | G       | V       | N       | P       | Gf      | Gs      | G            | V            | N            | P            | Gf           | Gs           | G      | V      | N      | P      | Gf     | Gs     | DR  |
| ----------------- | ----- | ------- | ------- | ------- | ------- | ------- | ------- | ------------ | ------------ | ------------ | ------------ | ------------ | ------------ | ------ | ------ | ------ | ------ | ------ | ------ | --- |
| 2. Bundesliga     | 66    | 17      | 10      | 3       | 4       | 30      | 15      | 17           | 9            | 6            | 2            | 25           | 11           | 34     | 19     | 9      | 6      | 55     | 26     | +29 |
| Coppa di Germania | -     | 0       | 0       | 0       | 0       | 0       | 0       | 2            | 1            | 0            | 1            | 6            | 4            | 2      | 1      | 0      | 1      | 6      | 4      | +2  |
| Totale            | 66    | 17      | 10      | 3       | 4       | 30      | 15      | 19           | 10           | 6            | 3            | 31           | 15           | 36     | 20     | 9      | 7      | 61     | 30     | +31 |

### Andamento in campionato
| Giornata  | 1 | 2 | 3 | 4 | 5 | 6 | 7 | 8 | 9 | 10 | 11 | 12 | 13 | 14 | 15 | 16 | 17 | 18 | 19 | 20 | 21 | 22 | 23 | 24 | 25 | 26 | 27 | 28 | 29 | 30 | 31 | 32 | 33 | 34 |
| --------- | - | - | - | - | - | - | - | - | - | -- | -- | -- | -- | -- | -- | -- | -- | -- | -- | -- | -- | -- | -- | -- | -- | -- | -- | -- | -- | -- | -- | -- | -- | -- |
| Luogo     | T | C | T | C | T | C | T | C | T | C  | C  | T  | C  | T  | C  | T  | C  | C  | T  | C  | T  | C  | T  | C  | T  | C  | T  | T  | C  | T  | C  | T  | C  | T  |
| Risultato | V | N | N | V | V | V | N | V | N | V  | N  | P  | P  | V  | V  | P  | V  | V  | V  | V  | V  | N  | N  | P  | V  | V  | N  | V  | V  | V  | P  | V  | P  | N  |
| Posizione | 1 | 3 | 9 | 6 | 1 | 1 | 2 | 1 | 2 | 1  | 1  | 1  | 5  | 1  | 1  | 3  | 2  | 2  | 1  | 1  | 1  | 1  | 1  | 2  | 2  | 1  | 2  | 2  | 2  | 1  | 1  | 1  | 1  | 1  |

Legenda:

Luogo: C = Casa; T = Trasferta. Risultato: V = Vittoria; N = Pareggio; P = Sconfitta.

### Statistiche dei giocatori
!! colspan="4" | Totale

| Giocatore         | 2. Bundesliga | 2. Bundesliga | 2. Bundesliga | 2. Bundesliga | Coppa di Germania T. Barg | Coppa di Germania T. Barg | Coppa di Germania T. Barg | Coppa di Germania T. Barg | 0        | 0    | 0           | 0          | 0 | 0 | 0 | 0 | 0 | 0 | 0 | 0 |
| Giocatore         | Presenze      | Reti          | Ammonizioni   | Espulsioni    | Presenze                  | Reti                      | Ammonizioni               | Espulsioni                | Presenze | Reti | Ammonizioni | Espulsioni |   |   |   |   |   |   |   |   |
| T. Bechmann       | 24            | 4             | 6             | 0             | 2                         | 0                         | 0                         | 0                         | 26       | 4    | 6           | 0          |   |   |   |   |   |   |   |   |
| H. Butscher       | 24            | 1             | 1             | 0             | 2                         | 0                         | 0                         | 0                         | 26       | 1    | 1           | 0          |   |   |   |   |   |   |   |   |
| P. Bönig          | 19            | 0             | 1             | 0             | 1                         | 0                         | 0                         | 0                         | 20       | 0    | 1           | 0          |   |   |   |   |   |   |   |   |
| C. China          | 16            | 0             | 0             | 0             | 2                         | 0                         | 0                         | 0                         | 18       | 0    | 0           | 0          |   |   |   |   |   |   |   |   |
| S. Colding        | 8             | 0             | 0             | 0             | 0                         | 0                         | 0                         | 0                         | 8        | 0    | 0           | 0          |   |   |   |   |   |   |   |   |
| C. Costa          | 0             | 0             | 0             | 0             | 0                         | 0                         | 0                         | 0                         | 0        | 0    | 0           | 0          |   |   |   |   |   |   |   |   |
| D. Czyszczon      | 5             | 1             | 1             | 0             | 0                         | 0                         | 0                         | 0                         | 5        | 1    | 1           | 0          |   |   |   |   |   |   |   |   |
| M. Diabang        | 9             | 1             | 1             | 0             | 2                         | 1                         | 0                         | 0                         | 11       | 2    | 1           | 0          |   |   |   |   |   |   |   |   |
| P. Drsek          | 24            | 2             | 2             | 0             | 2                         | 1                         | 0                         | 0                         | 26       | 3    | 2           | 0          |   |   |   |   |   |   |   |   |
| E. Edu            | 33            | 12            | 7             | 0             | 2                         | 1                         | 0                         | 0                         | 35       | 13   | 7           | 0          |   |   |   |   |   |   |   |   |
| I. Gane           | 1             | 0             | 0             | 0             | 0                         | 0                         | 0                         | 0                         | 1        | 0    | 0           | 0          |   |   |   |   |   |   |   |   |
| D. Grote          | 9             | 1             | 0             | 0             | 0                         | 0                         | 0                         | 0                         | 9        | 1    | 0           | 0          |   |   |   |   |   |   |   |   |
| S. Hille          | 1             | 0             | 0             | 0             | 0                         | 0                         | 0                         | 0                         | 1        | 0    | 0           | 0          |   |   |   |   |   |   |   |   |
| J. Hout           | 25            | 6             | 3             | 0             | 1                         | 0                         | 0                         | 0                         | 26       | 6    | 3           | 0          |   |   |   |   |   |   |   |   |
| D. Imhof          | 33            | 3             | 2             | 0             | 2                         | 0                         | 1                         | 0                         | 35       | 3    | 3           | 0          |   |   |   |   |   |   |   |   |
| F. Júnior         | 15            | 1             | 1             | 0             | 0                         | 0                         | 0                         | 0                         | 15       | 1    | 1           | 0          |   |   |   |   |   |   |   |   |
| M. Maltritz       | 29            | 2             | 4             | 1             | 1                         | 0                         | 0                         | 0                         | 30       | 2    | 4           | 1          |   |   |   |   |   |   |   |   |
| M. Meichelbeck    | 20            | 3             | 4             | 0             | 1                         | 1                         | 0                         | 0                         | 21       | 4    | 4           | 0          |   |   |   |   |   |   |   |   |
| Z. Misimović      | 31            | 11            | 9             | 2             | 2                         | 1                         | 0                         | 0                         | 33       | 12   | 9           | 2          |   |   |   |   |   |   |   |   |
| M. Navidkia       | 10            | 0             | 0             | 0             | 2                         | 0                         | 0                         | 0                         | 12       | 0    | 0           | 0          |   |   |   |   |   |   |   |   |
| D. Pallas         | 24            | 0             | 2             | 0             | 0                         | 0                         | 0                         | 0                         | 24       | 0    | 2           | 0          |   |   |   |   |   |   |   |   |
| T. Rathgeber      | 6             | 0             | 0             | 0             | 0                         | 0                         | 0                         | 0                         | 6        | 0    | 0           | 0          |   |   |   |   |   |   |   |   |
| R. Renno          | 3             | 0             | 0             | 0             | 0                         | 0                         | 0                         | 0                         | 3        | 0    | 0           | 0          |   |   |   |   |   |   |   |   |
| P. Skov-Jensen    | 15            | 0             | 0             | 0             | 0                         | 0                         | 0                         | 0                         | 15       | 0    | 0           | 0          |   |   |   |   |   |   |   |   |
| E. Tekkan         | 0             | 0             | 0             | 0             | 0                         | 0                         | 0                         | 0                         | 0        | 0    | 0           | 0          |   |   |   |   |   |   |   |   |
| A. Thamm          | 0             | 0             | 0             | 0             | 0                         | 0                         | 0                         | 0                         | 0        | 0    | 0           | 0          |   |   |   |   |   |   |   |   |
| F. Trojan         | 22            | 1             | 2             | 0             | 1                         | 0                         | 0                         | 0                         | 23       | 1    | 2           | 0          |   |   |   |   |   |   |   |   |
| H. Türkeri        | 1             | 0             | 0             | 0             | 0                         | 0                         | 0                         | 0                         | 1        | 0    | 0           | 0          |   |   |   |   |   |   |   |   |
| D. Wosz           | 15            | 1             | 0             | 0             | 1                         | 1                         | 0                         | 0                         | 16       | 2    | 0           | 0          |   |   |   |   |   |   |   |   |
| T. Zdebel         | 30            | 2             | 14            | 0             | 2                         | 0                         | 0                         | 0                         | 32       | 2    | 14          | 0          |   |   |   |   |   |   |   |   |
| R. van Duijnhoven | 16            | 0             | 0             | 0             | 2                         | 0                         | 0                         | 0                         | 18       | 0    | 0           | 0          |   |   |   |   |   |   |   |   |